# 猪苗代氏
猪苗代氏（いなわしろし）は、桓武平氏、三浦氏の流れを汲む日本の武家氏族。蘆名氏の支流。

## 概要
三浦氏の一族の佐原氏の佐原盛連の長子で佐原光盛（蘆名氏の祖）の兄・猪苗代経連が鎌倉時代中期に陸奥国耶麻郡猪苗代を本貫とし、猪苗代氏を称したのを始まりとする。本家の蘆名氏からは独立の傾向が強く、室町時代から戦国時代にかけて、たびたび合戦をしている。猪苗代経元の代で後継がなく、蘆名氏から養子として盛清を迎えている。
猪苗代盛清の子・猪苗代盛国は、隠居した後に家督を再奪取した上で伊達政宗に通じ、蘆名氏の衰退を見てついに政宗に寝返り、摺上原の戦いで活躍した。盛国の子・盛胤は廃嫡された後は父と敵対し蘆名氏の味方をしたとされる。伊達政宗は小田原征伐参陣の後、一部領地替えとなり、猪苗代氏の領地も替えられる。幕末まで仙台藩士として伊達家に仕える。野口英世の父「佐代助」の実家「小桧山家」は子孫に当たるため、野口英世は猪苗代氏の子孫である。

## 猪苗代氏の人物
（※ 系図には異説もある。）
- 猪苗代経連
- 猪苗代経泰
- 猪苗代盛泰
- 猪苗代宗泰
- 猪苗代景盛
- 猪苗代盛房
- 猪苗代盛実
- 猪苗代経実
- 猪苗代経重
- 猪苗代経元
- 猪苗代盛清
- 猪苗代盛国
- 猪苗代盛胤
- 猪苗代宗国